# Ray Dolby
Ray Milton Dolby, OBE, född 18 januari 1933 i Portland, Oregon, död 12 september 2013 i San Francisco, Kalifornien (leukemi), var en amerikansk ingenjör som bland annat uppfann brusreduceringssystemet Dolby noise-reduction system (Dolby NR) för ljudinspelningar, och var med och utvecklade videobandinspelning vid teknikföretaget Ampex. Han grundade företaget Dolby Laboratories.
Dolby var en av världens rikaste personer med en uppskattad förmögenhet på 2,9 miljarder amerikanska dollar (2008).

## Biografi
Dolby föddes 1933 i Portland i Oregon och växte upp i San Francisco i Kalifornien. Hans mor kom från de svenskpråkiga delarna av Finland. Som tonåring arbetade han för Ampex med deras bandspelare för in- och uppspelning av ljud. Under universitetstiden fortsatte han att jobba på Ampex med en bandspelare för video, som nådde marknaden 1956. Året därpå erhöll Dolby bachelorexamen i elektroteknik från Stanford i Kalifornien. Han fick stipendium för att doktorera i fysik vid Cambridge i England.
Efter Cambridge arbetade Dolby som teknisk rådgivare åt FN i Indien. 1965 flyttade han tillbaka till England, där han grundade Dolby Laboratories och uppfann Dolby Sound System.
Dolby var gift med Dagmar och hade två barn. Han dog 2013 efter att ha lidit en tid av Alzheimers och leukemi.